# Road Rovers
Road Rovers ist eine Zeichentrick-Fernsehserie von Warner Brothers.

## Inhalt
Die Helden der Serien sind die Road Rovers, die Hunde mehrerer Staatsoberhäupter. Durch eine Maschine, den Transdogmafier, können sie humanoide Gestalt annehmen und erhalten Superkräfte, um das Verbrechen zu bekämpfen.

## Charaktere

### Helden
- Hunter ist der Golden Retriever des US-Präsidenten. Er ist der Anführer der Road Rovers.
- Blitz ist der Dobermann des deutschen Bundeskanzlers.
- Colleen ist die Langhaarcollie-Hündin der britischen Premierministerin.
- Wanja (Exile) ist der Siberian Husky des russischen Präsidenten.
- Tell (Shag) ist der Hütehund des Schweizer Bundespräsidenten.
- Hannibal (Muzzle) ist ein Rottweiler. Er gehört keinem Staatsoberhaupt.
- Der Meister (Master) oder Professor Shepherd hat den Transdogmafier entwickelt.

### Schurken
- Captain Zachary Storm
- General Parvo
- Emma (The Groomer), die Gehilfin von General Parvo

## Veröffentlichung
Jede Folge hat eine Länge von 30 Minuten. Road Rovers wurde erstmals in den USA auf Kids’ WB gesendet. Später folgten Ausstrahlungen durch Junior und K-Toon.
Aus dem Englischen wurde Road Rovers ins Deutsche, Portugiesische und Spanische übersetzt. In Deutschland wurde Road Rovers – Die Megahunde mehrmals von ProSieben im Kinderprogramm gesendet.

## Synchronisation
| Rolle         | englischer Sprecher      | deutscher Sprecher |
| ------------- | ------------------------ | ------------------ |
| Blitz         | Jeff Bennett             |                    |
| Colleen       | Tress MacNeille          |                    |
| Wanja         | Kevin Michael Richardson |                    |
| General Parvo | Jim Cummings             |                    |
| Hunter        | Jess Harnell             |                    |
| Hannibal      | Frank Welker             |                    |
| Tell          | Frank Welker             | Klaus Lochthove    |
| Emma          | Sheena Easton            |                    |
| Meister       | Joe Campanella           |                    |